# FROG (ロケット兵器)

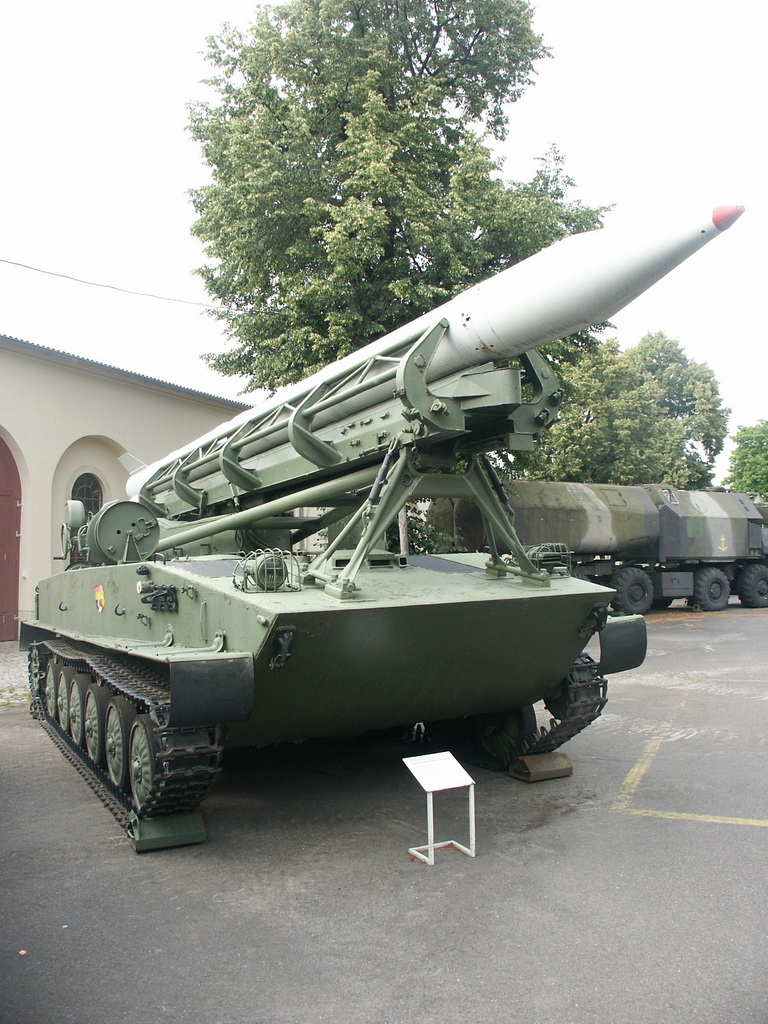
FROG-3／FROG-5として識別された2K6 ルーナ

FROG (フロッグ)は、1950年代から1960年代にかけてソビエト連邦で開発・運用された無誘導地対地ロケット弾発射システムに付けられたNATOコードネームである。
なお、"FROG"は"Free Rocket Over Ground"のアクロニムである。

## 概要
ソビエト及び東側諸国において、短距離弾道ミサイルの開発・普及前に用いられていた戦術地対地ロケット弾発射システムで、いずれも無誘導・スピン安定方式の単弾頭ロケット弾を自走式の発射機（輸送起立発射機:transporter erector launcher, TEL）に搭載したもので、核弾頭の搭載も可能であった。大型ではあっても無誘導式の単純なロケット弾ではあるが、その運用方法と想定された攻撃目標からは、地対地ミサイルあるいは短距離弾道ミサイルに分類される兵器であるとも言える。
NATOにより"FROG-1"から"FROG-7"までの番号に分類されているが、ソビエト連邦においてこれら全てが一連のシリーズとして開発されたという訳ではない。"FROG-*"のシリーズ名はあくまでNATOが確認したものを独自にナンバリングしたものであり、開発元のソビエト連邦における開発／実用化年度や形式番号には準じていない。

## FROG-1
ソ連における発射システムの名称は2K4 フィリン(「ロシア語: 2К4 Филин)。“Филин”とはワシミミズクの意。
ISU-152K自走砲の車体をベースに開発された装軌式の自走発射台"2P4"に、最大射程25.7kmの"3R2"／"3R3"／"3R4"無誘導ロケット弾を搭載したものである。
1955年から1957年頃にかけて開発され、1958年に運用試験が行われたが量産配備は行われていない。構成車両は2P4自走発射台にMAZ-200PをベースにしたK-104クレーン車、ZIl-157をベースにした2U656輸送車、同じくZIL-157ベースの2U662搬送車、ZIL-157Wをベースにした2U663輸送トレーラー、その他支援車両で構成される。
なお、西側の識別番号では後述の2K1(FROG-2)よりも若い"FROG-1"の番号が付けられているが、実際にはソビエトにおいては2K1よりも後に開発されたシステムである。

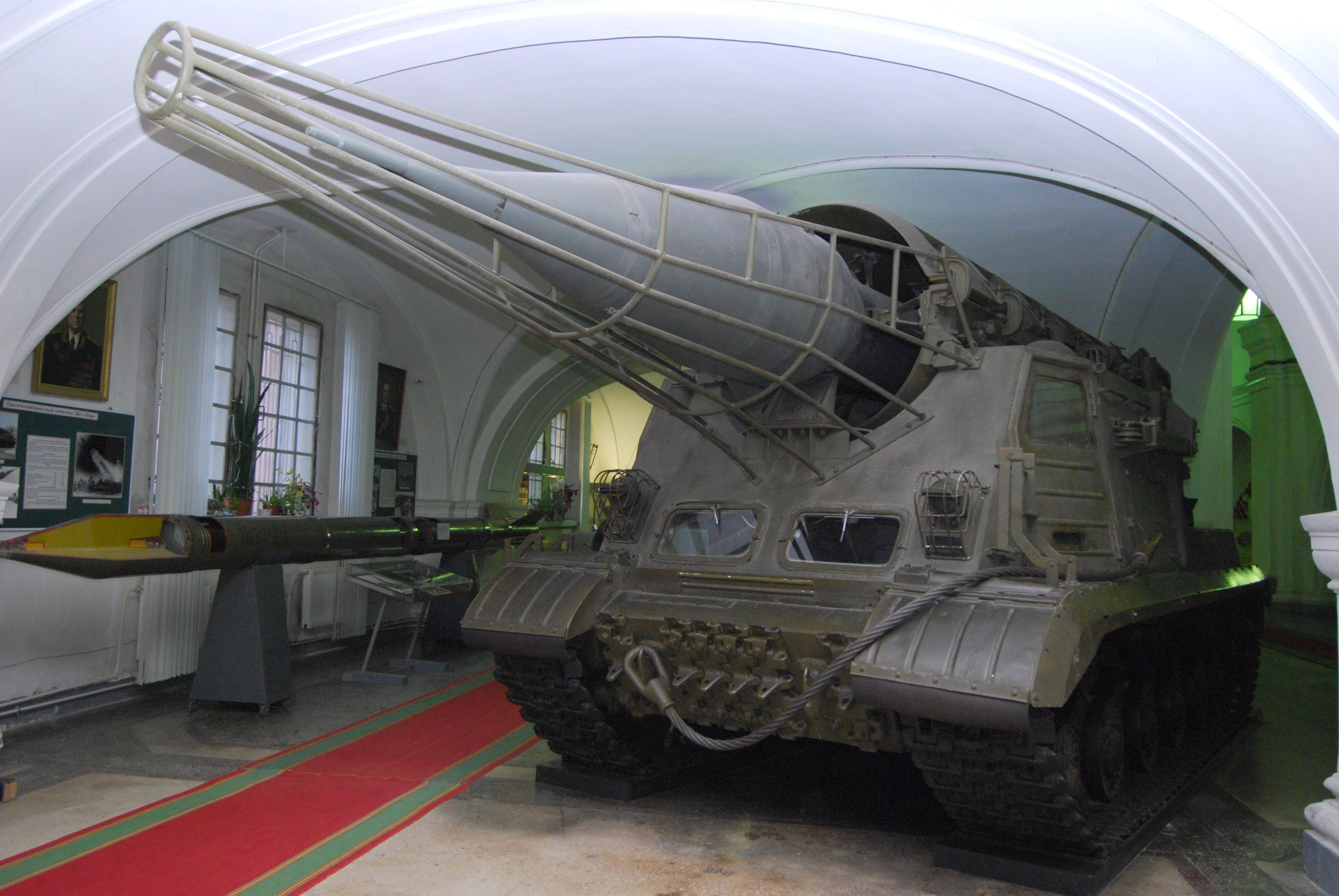
2K4 フィリン
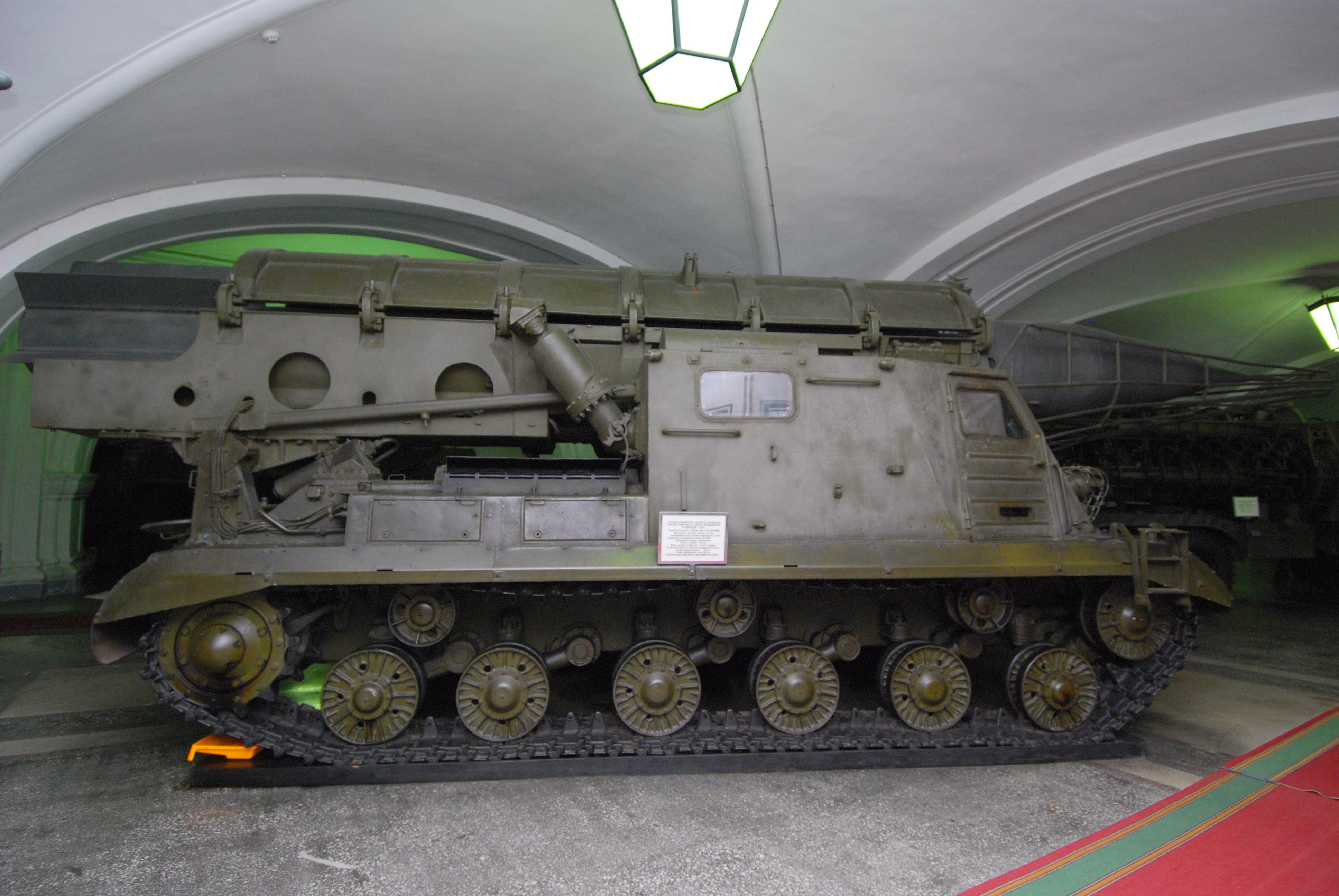
2K4 フィリン (側面)
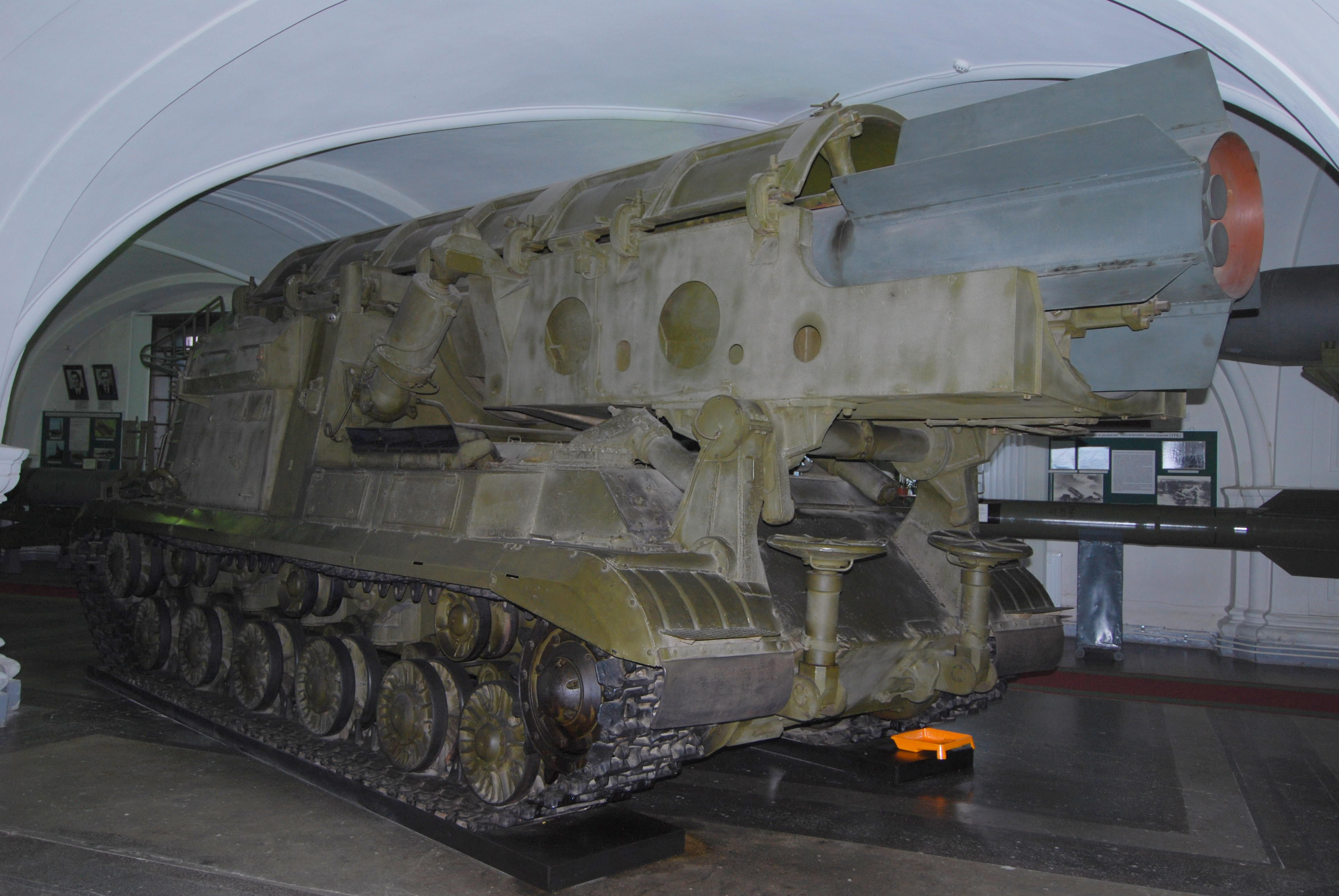
2K4 フィリン (後部)

## FROG-2
ソ連における発射システムの名称は2K1 マルス(ロシア語: 2К1 Марс)。“Марс”とは火星の意。
前述のように、実際は"FROG-1"よりも先に開発された戦術ロケットシステムで、PT-76水陸両用戦車の車体をベースに開発された装軌式の"2P2"輸送起立発射機に、最大射程17.5kmの"3R1"無誘導ロケット弾を搭載したものである。
1948年から1958年にかけて開発され、1958年にソビエト連邦軍に採用され、1959年から1960年に25両が製造された。上述の2P2輸送起立発射機2両の他、2P3輸送・再装填車2両、2U660輸送車1両、2U662輸送車1両、2U663輸送トレーラー1両、その他各種支援車両5両で構成される。

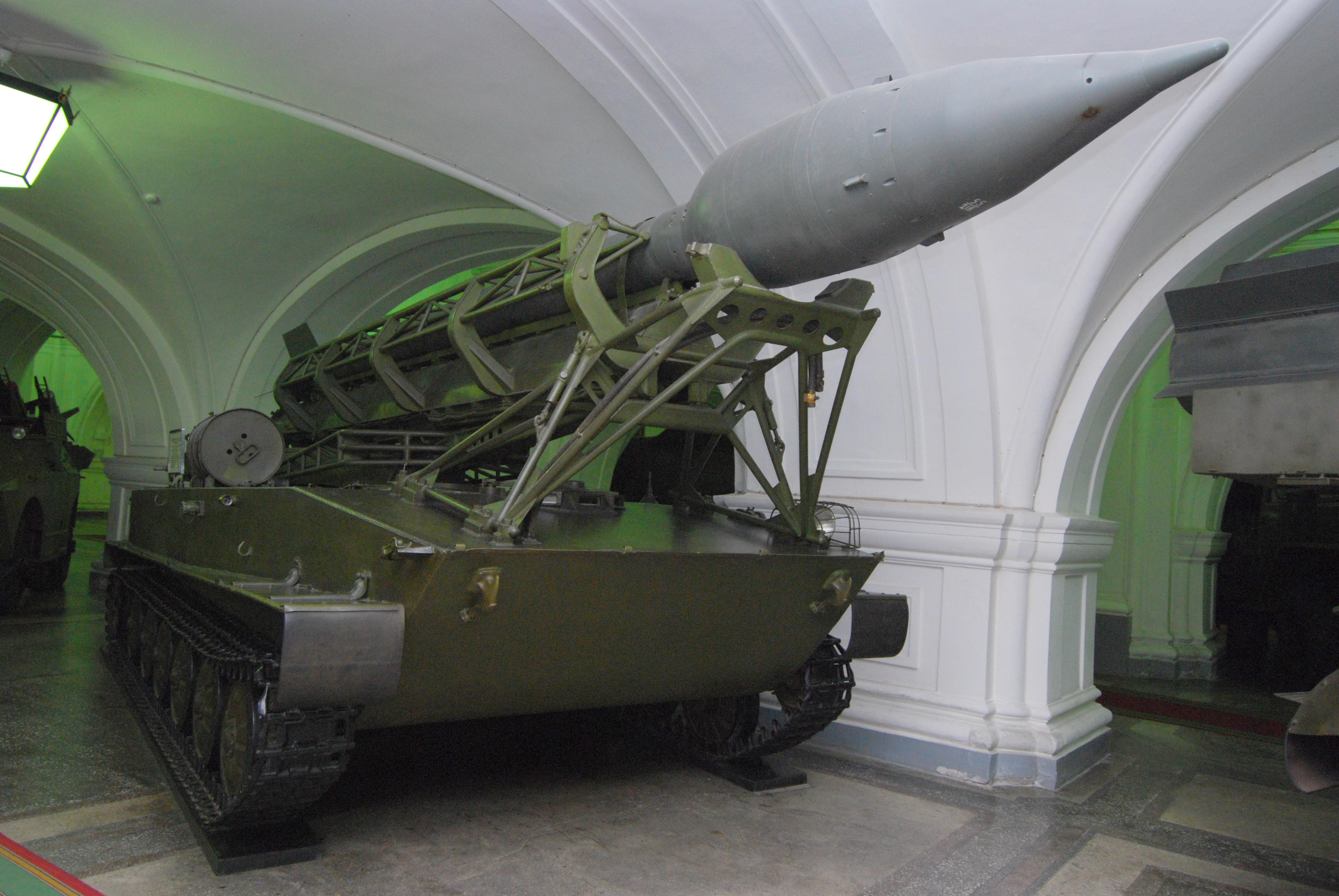
2K1 マルス
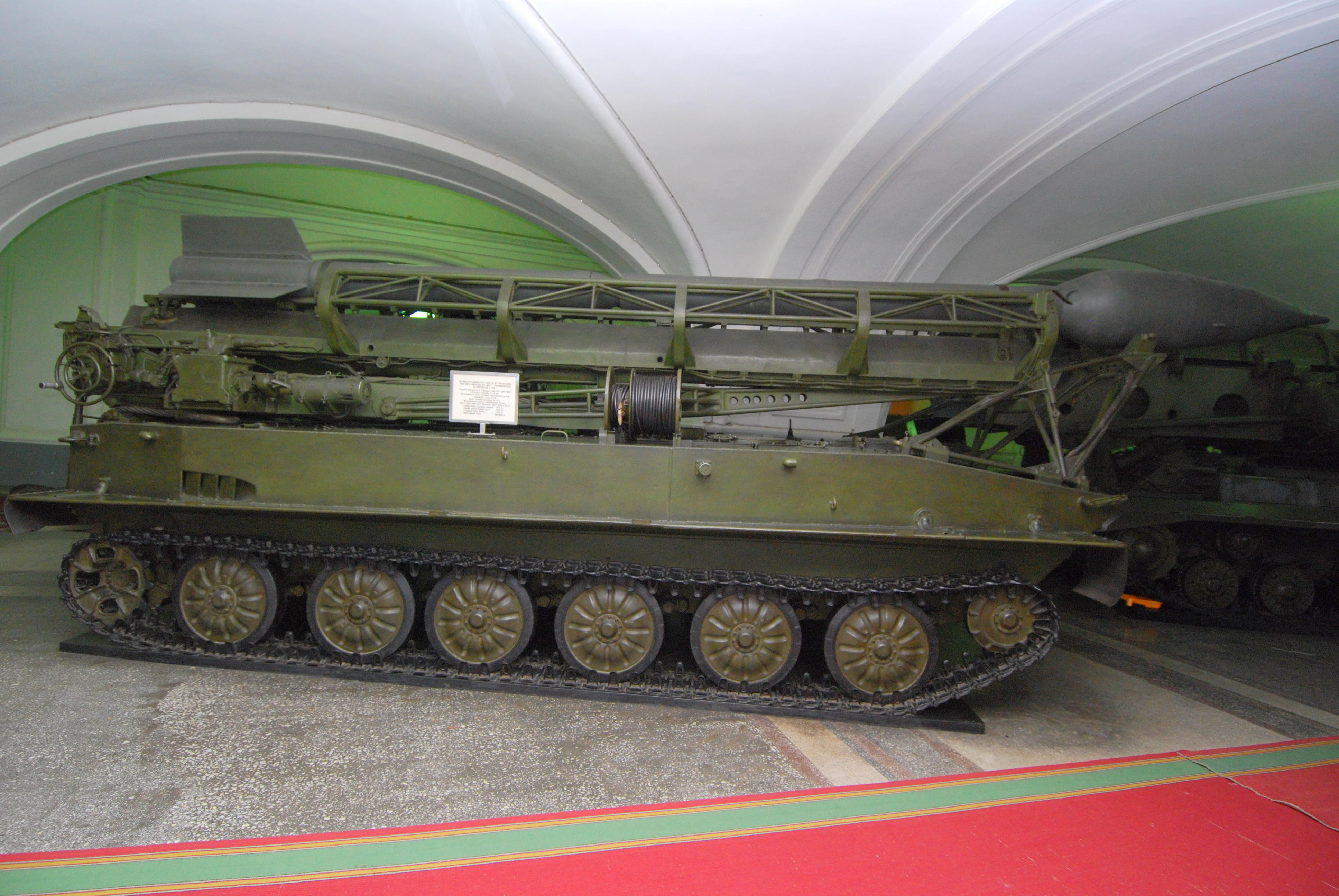
2K1 マルス (側面)
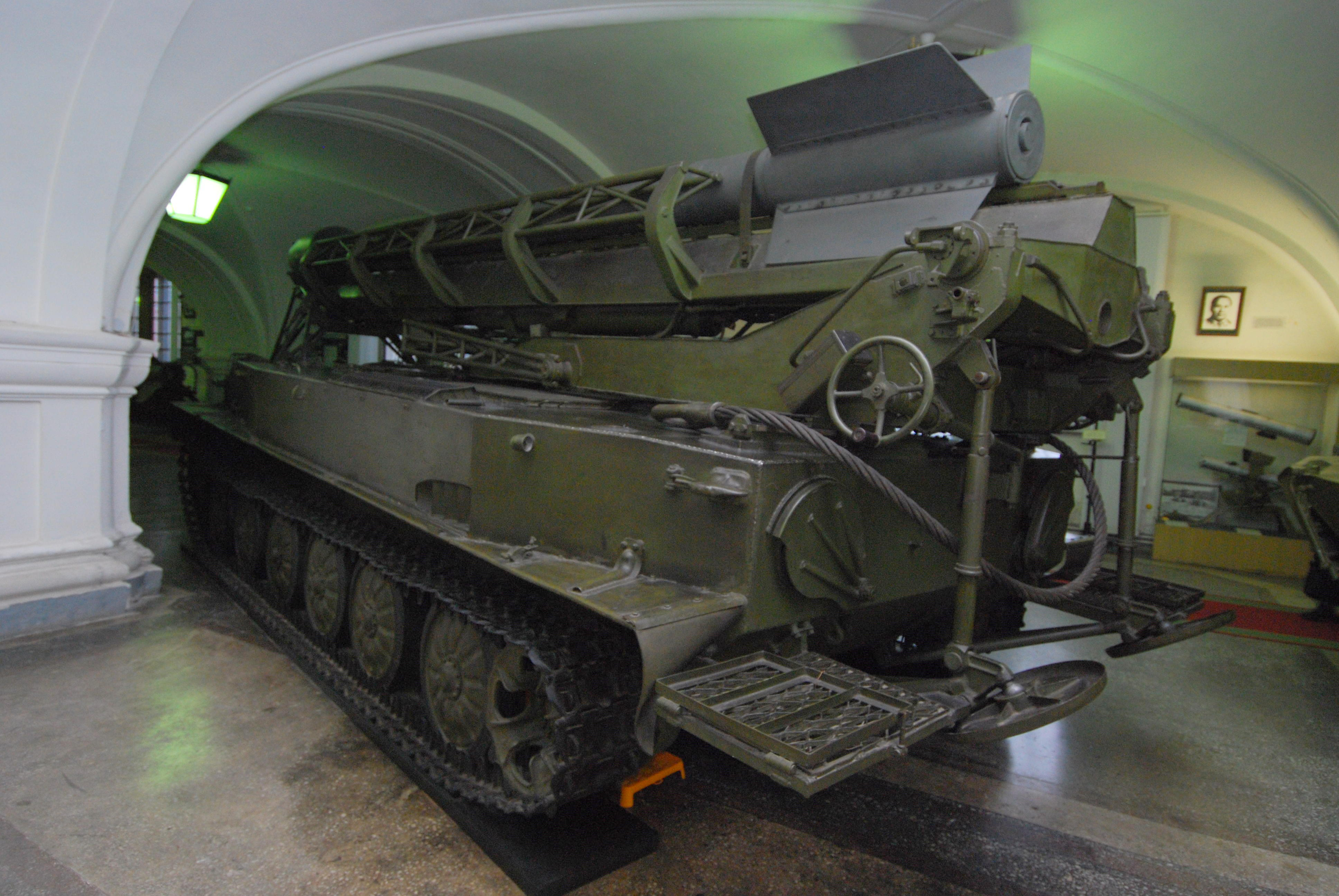
2K1 マルス (後部)

## FROG-3
ソ連における発射システムの名称は2K6 ルーナ(2К6 Луна)。“Луна”とは（天体としての）月の意である。
FROG-2と同じく、PT-76水陸両用戦車の車体をベースに開発された装軌式の輸送起立発射機"2P16"に最大射程44.6kmの"3R9"無誘導ロケット弾を搭載したもので、1953年から1958年にかけて開発され、1960年にソビエト連邦軍に採用された。派生型のFROG-5と合わせて432両が製造され、いくつかのソ連友好国に輸出されており、北朝鮮では2010年においても現役である。
前述の2P16輸送起立発射機2両の他、2U663ミサイルトレーラー(ZIL-157V 6輪トラックが原型)2両、2U662(MAZ-502 4輪トラックが原型)輸送車、ADK K61(MAZ-200 4輪トラックが原型)輸送車、9T31(ウラル375 6輪トラックが原型)輸送車、PRTB-1保守車、2U559作業車、PU-2司令車で構成される。打ち上げ用の車両には2P21(Br-226-IIとも、原型はZIL-134 8輪トラック)輸送起立発射機もあった。

### FROG-4
FROG-3に搭載された"3R9"無誘導ロケット弾をベースに開発された、研究用あるいは訓練用ロケットに対して付けられたNATOコードネーム。

### FROG-5
FROG-3のバリエーション機種に相当し、FROG-3と同じ装軌式自走発射台"2P16"に最大射程32.2kmの"3R10"核弾頭搭載無誘導ロケット弾を搭載したもの。システムは2P16自走発射台、2U663ミサイルトレーラー、2U662輸送車、ADK K61輸送車、9T31輸送車、PRTB-1保守車、2U559作業車、PU-2司令車で構成される。
3R10と同じ形状の"3R11"模擬弾頭搭載ロケット弾を搭載した車両も存在し、NATOでは同じく"FROG-5"として識別されていた。

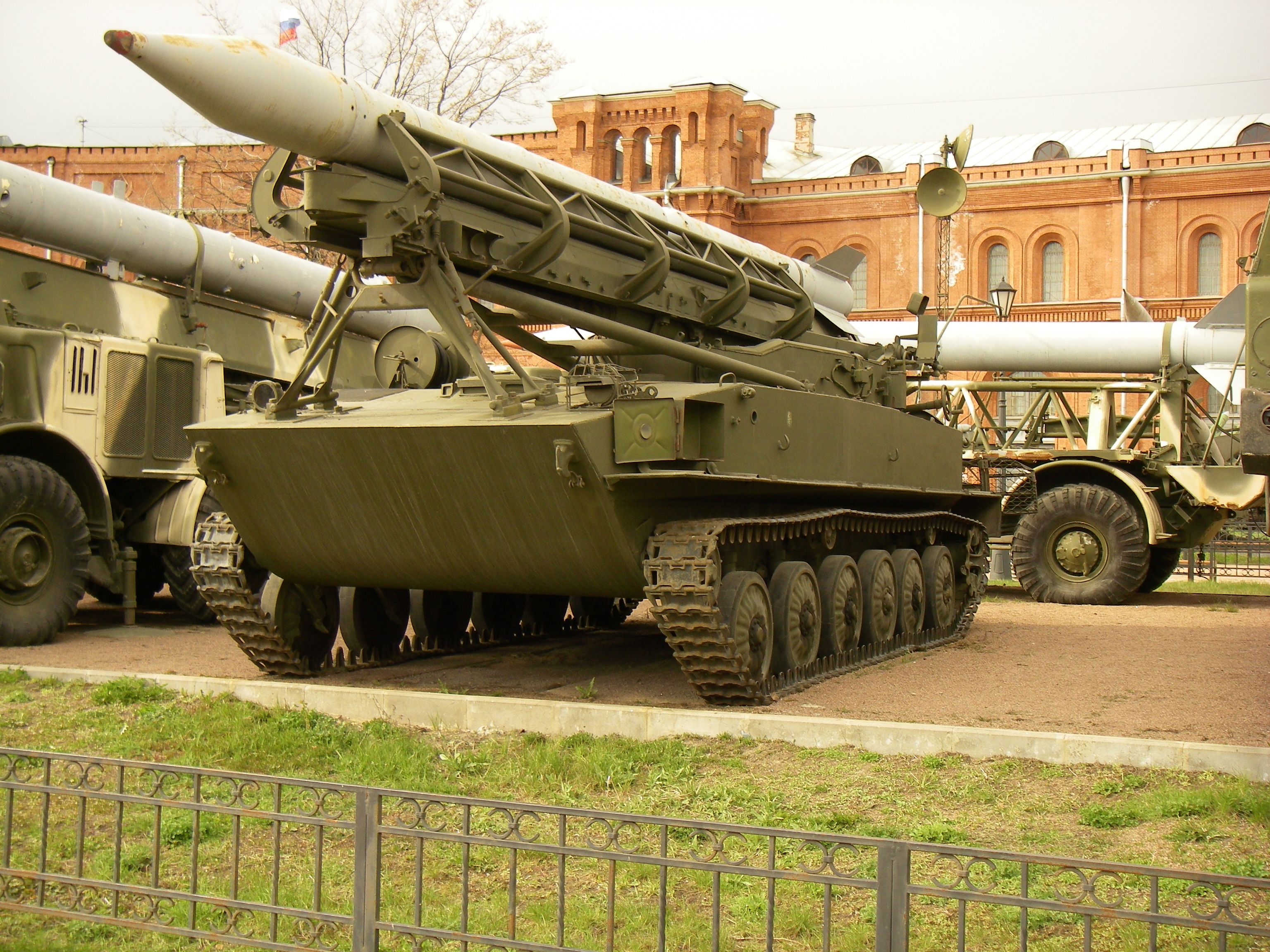
2K6 ルーナ
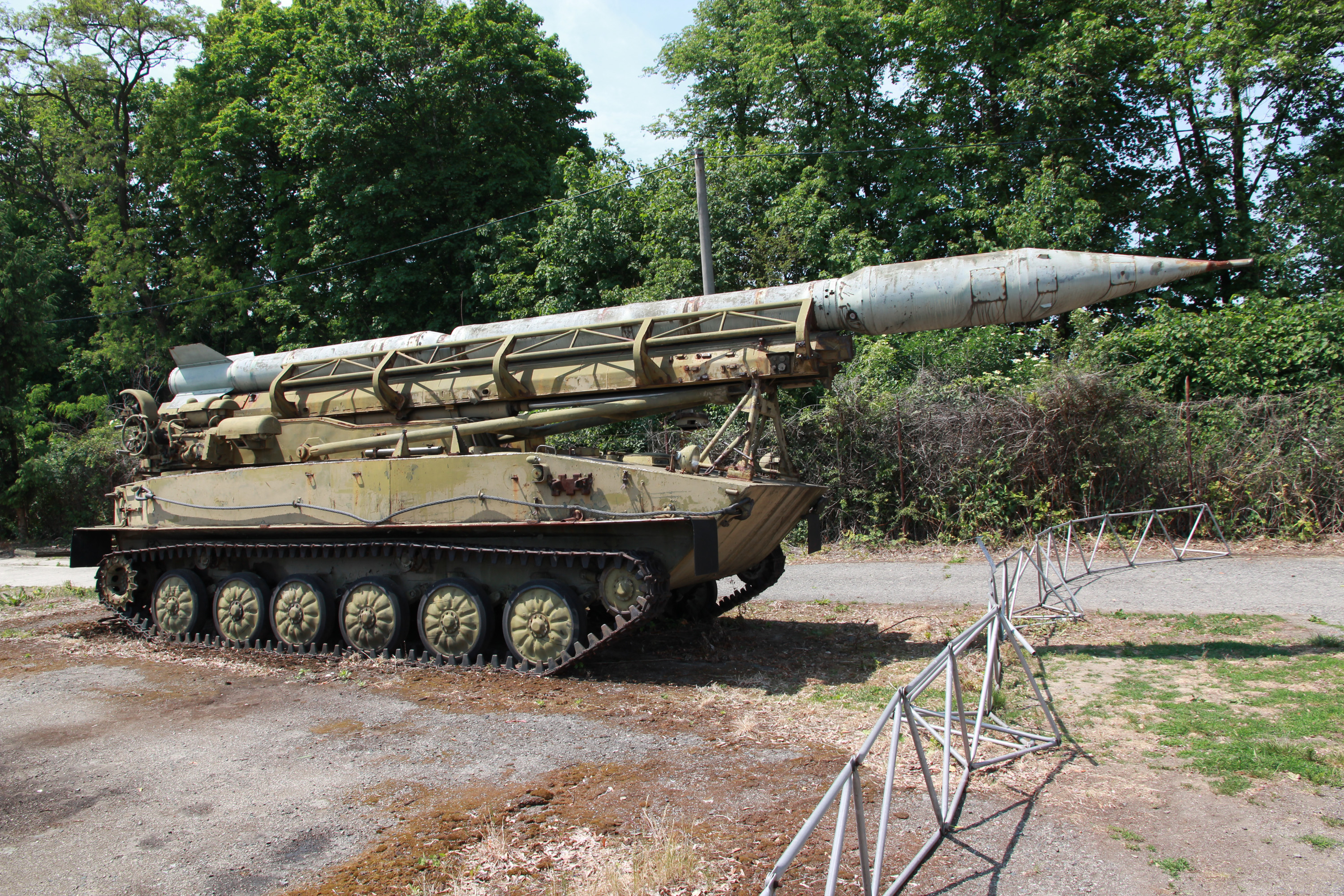
2K6 ルーナ (側面)
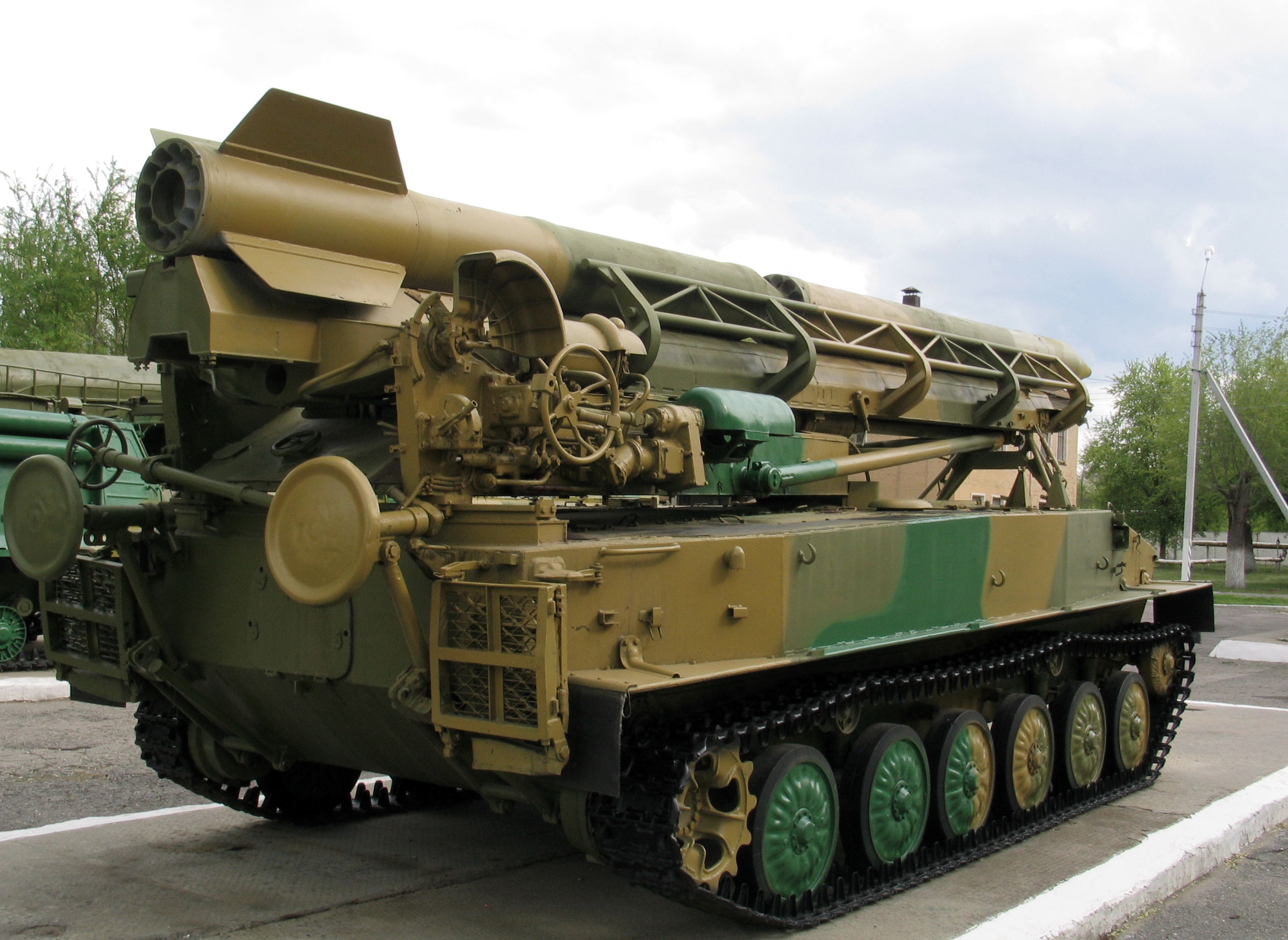
2K6 ルーナ (後部)

## FROG-6
ZIL-157 6×6輪駆動トラックに搭載された訓練用のロケット弾発射システムあるいは2K6ルーナの装輪式発射システムBr226の試作型で、一枚のみ写真が残されているもの。量産された車種ではないと見られている。

## FROG-7
ソ連における発射システムの名称は9K52 ルーナM(9К52 Луна-М)。ZIL-135 8輪重トラックをベースに開発された装輪式の自走発射台"9P113"に、最大射程70kmの"9M21"無誘導ロケット弾を搭載したものである。
1962年にプロトタイプが完成し、1964年から実戦配備された。同じくZIL-135をベースにしたロケット弾輸送車両は"9T29"と呼ばれ、3発のロケット弾を搭載可能である。再装填は発射機の9P113に装備されたクレーン装置で行われる。搭載されるロケット弾の種類によりNATOでは"FROG-7A"、"FROG-7B"と分類していた。
9K52システムは9P113自走発射台2両と9T29輸送車両2両、"エンドトレー"レーダー搭載車1両、"ブレッドビン"レーダー搭載車両1両で構成される。前述の6両（発射機2基）で1個中隊を構成し、2個中隊で1個大隊を形成する。
2K6 ルーナと同様、核弾頭搭載型と通常弾頭型が存在する。また友好国への輸出も行われている。

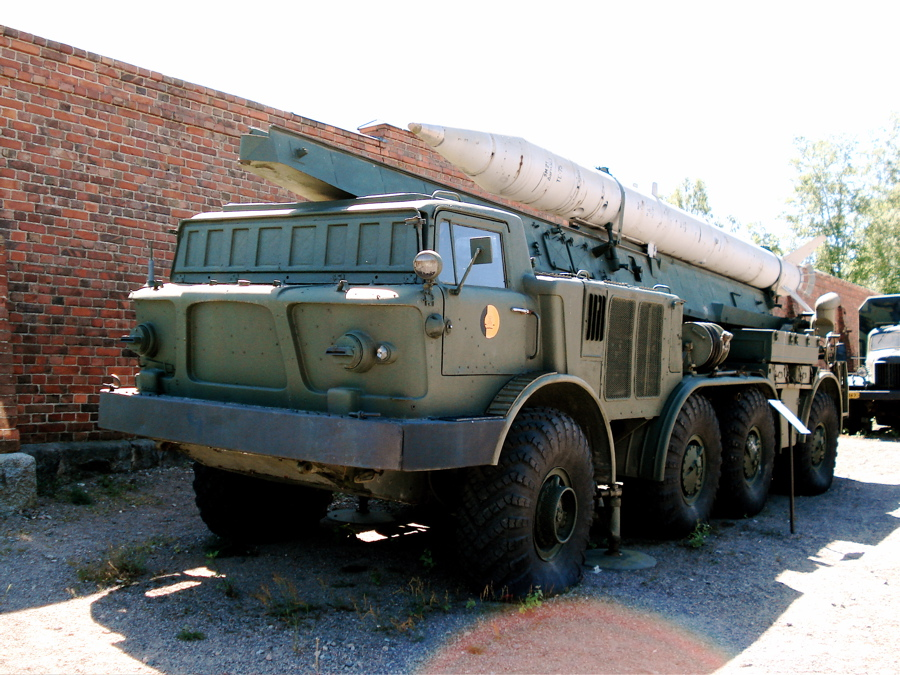
9K52 ルーナM ハメーンリンナ砲兵博物館の展示車両。
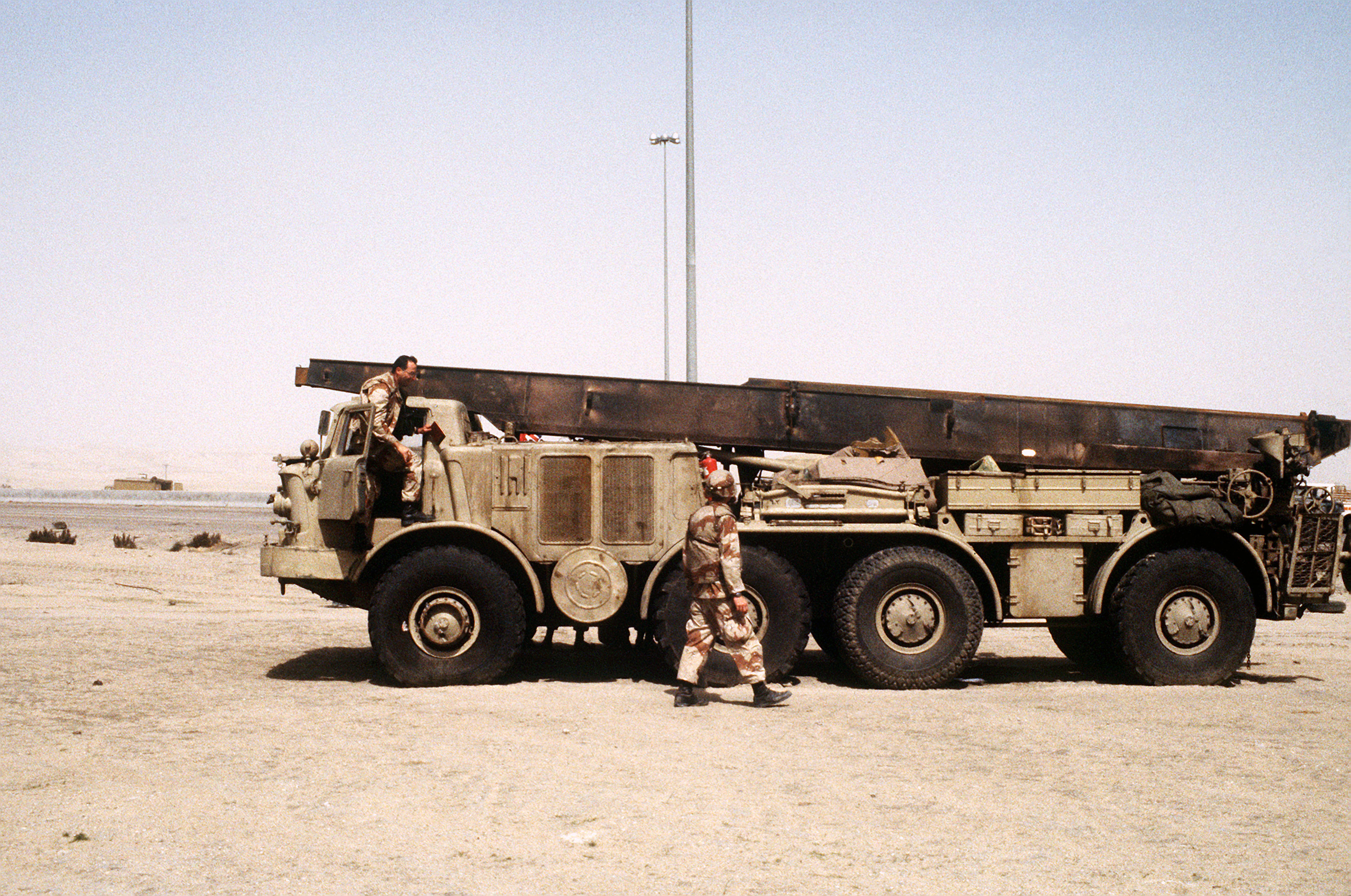
9K52 ルーナM (側面) 湾岸戦争時のイラク軍の装備。
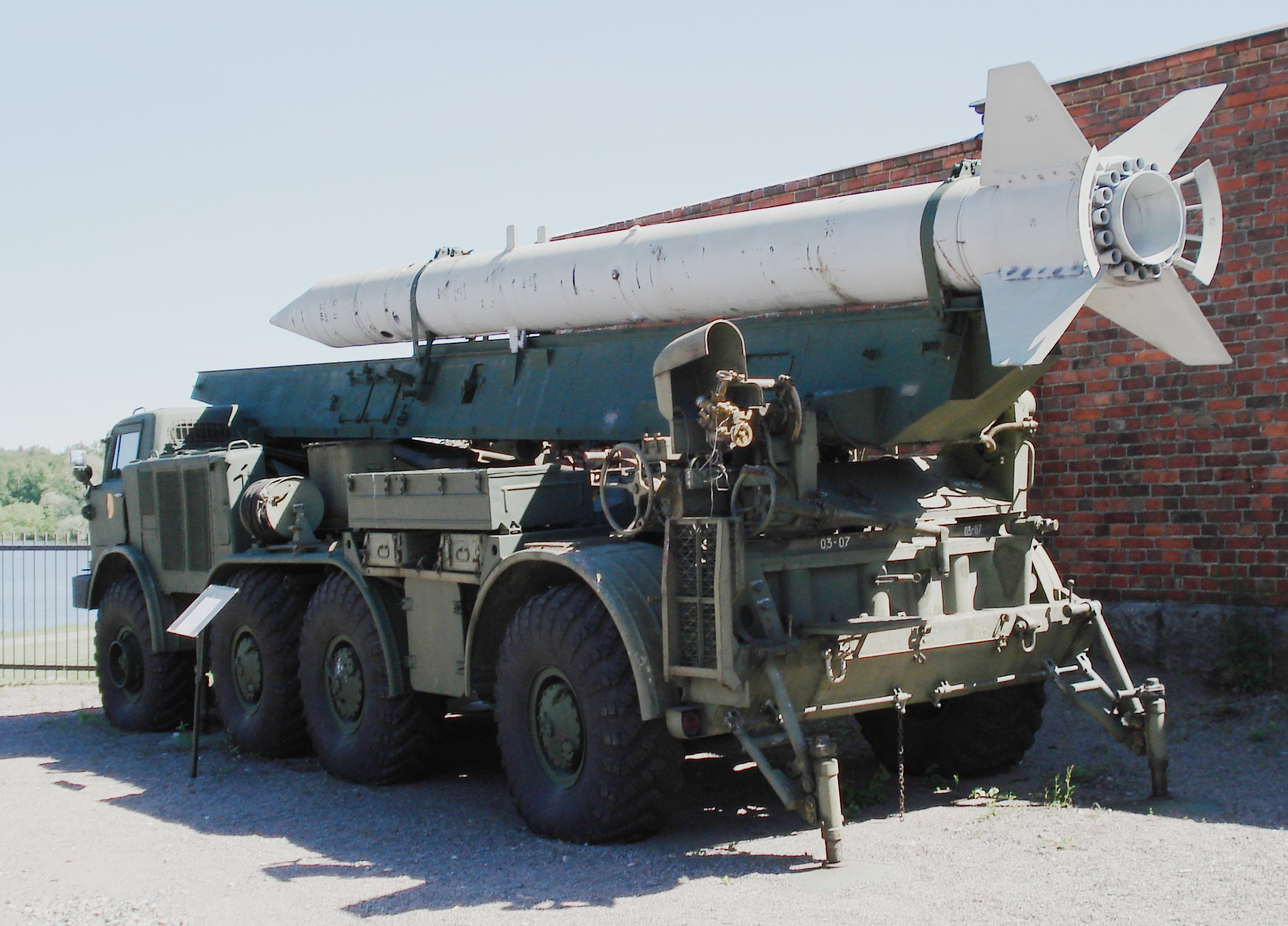
9K52 ルーナM (後部)
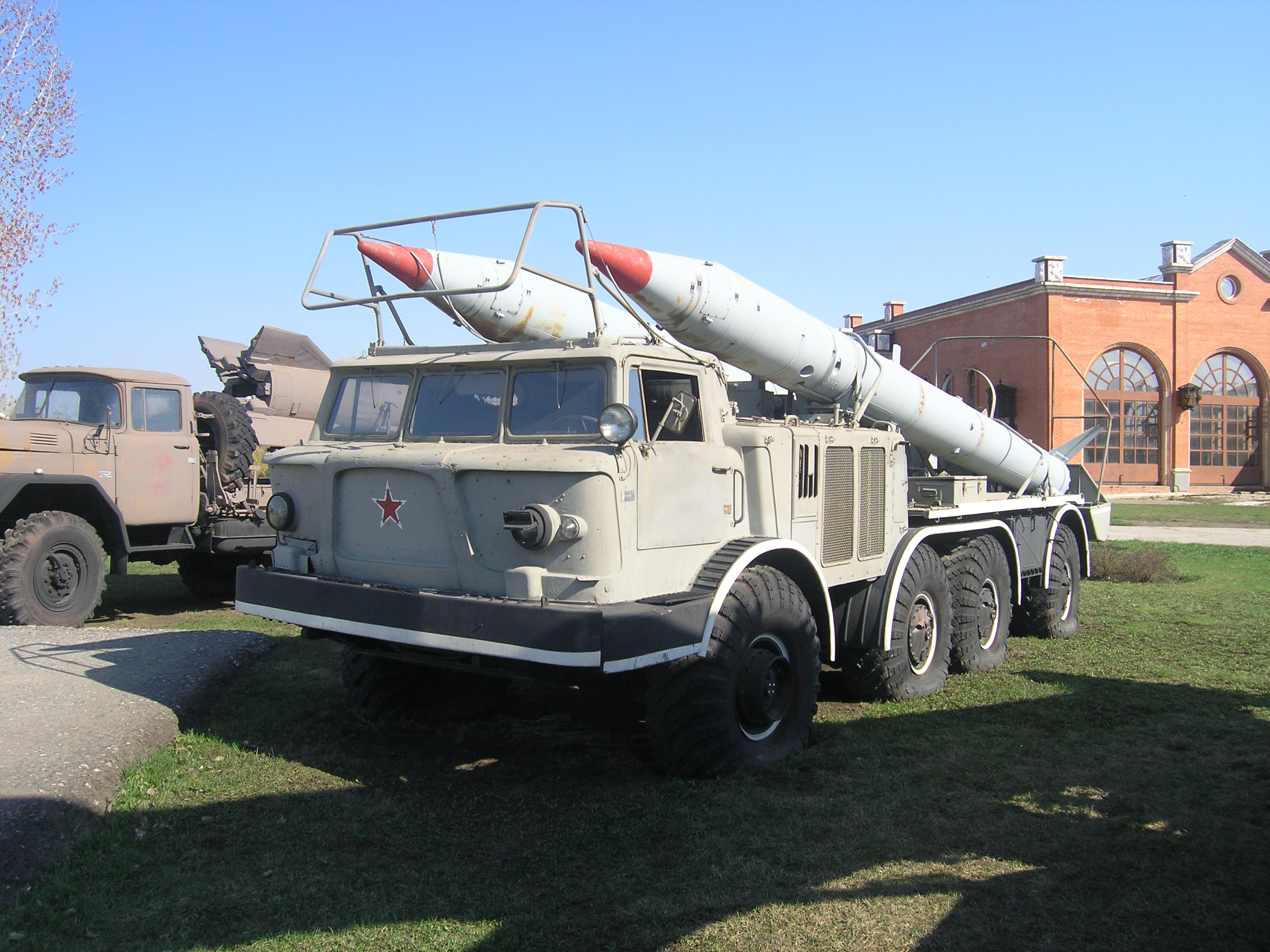
9T29 ロケット弾輸送車